# The Odd Couple II
 The Odd Couple II és una pel·lícula estatunidenca dirigida per Howard Deutch, estrenada el 1998. És una continuació de L'estranya parella estrenada trenta abans, el 1968, amb els mateixos actors principals. La pel·lícula reuneix per l'última vegada Jack Lemmon i Walter Matthau a la pantalla.

## Argument
Oscar Madison (Walter Matthau) i Felix Ungar (Jack Lemmon) no s'han vist més des de fa 17 anys. Ara, els seus fills respectius, Brucey Madison (Jonathan Silverman) i Hannah Ungar (Lisa Waltz), que resideixen a Califòrnia, celebraran el seu matrimoni al qual els dos amics evidement hi aniran. Oscar fa el viatge des de la seva residència de jubilat a Florida i Felix des de Manhattan. Es troben a l'aeroport de Los Angeles des d'on compten anar a San Malino, localitat on tindrà lloc la cerimònia, amb un cotxe de lloguer. Però des de la seva trobada una mica massa apassionada a l'aeroport, Felix s'esquinça el turmell: és el començament d'una llarga sèrie de catàstrofes.
Quan els dos còmplices discuteixen a la vora de la carretera, el seu cotxe baixa per un pendent i explota. Proven de fer autoestop. Una camioneta carregada de fruites conduïda per un mexicà els porta, però en un control policial, s'adonen que també transportaven immigrants clandestins. Felix i Oscar es troben a la presó del xèrif local. Absolts ràpidament, continuen el seu periple l'endemà amb un senyor gran que els ha convidat a bord del seu Rolls-Royce de col·lecció. Desgraciadament, aquest mor de sobte al volant del seu cotxe durant el trajecte i els dos amics, de nou sospitosos equivocadament, es troben una vegada més al despatx del xèrif local. I, després d'haver flirtejat amb dues cantants de rock (interpretades per Jean Smart i Christine Baranski) i haver conegut els seus amics, Felix i Oscar es troben una vegada més amb el mateix xèrif a punt d'un atac de nervis... Cansat, els fa escortar fins a la seva destinació final, on troben finalment els seus...

## Repartiment
| - Jack Lemmon com Felix Ungar - Walter Matthau com Oscar Madison - Richard Riehle com Sheriff of Santa Manendez, CA - Jonathan Silverman com Brucey Madison - Lisa Waltz com Hannah Ungar - Mary Beth Peil com Felice Adams - Christine Baranski com Thelma - Jean Smart com Holly - Rex Linn com Jay Jay - Jay O. Sanders com Leroy - Barnard Hughes com Beaumont - Ellen Geer com Frances Ungar-Melnick - Doris Belack com Blanche Madison-Povitch | - Lou Cutell com Abe - Mary Fogarty com Flossie, the Grouch - Alice Ghostley com Esther, the Whiner - Peggy Miley com Millie, the Nosher - Rebecca Schull com Wanda, the Vixen - Florence Stanley com Hattie - Estelle Harris com Flirting woman in convertible - Amy Yasbeck com Stewardess - Liz Torres com Maria - Myles Jeffrey com el nen petit - Daisy Velez com Conchita - Joaquín Martínez com el conductor del camió - Amy Parrish com la noia de l'ordinador a comissaria |